# Nibiella
Nibiella est une localité située dans le département de Pilimpikou de la province du Passoré dans la région Nord au Burkina Faso.

## Géographie
Nibiella se trouve à environ 6 km au nord-est du centre de Pilimpikou, le chef-lieu du département, à 2 km au sud de Rakounga et à 30 km au sud de Yako.

## Santé et éducation
Le centre de soins le plus proche de Nibiella est le centre de santé et de promotion sociale (CSPS) de Rakounga tandis que le centre médical avec antenne chirurgicale (CMA) de la province se trouve à Yako. En 2016 un forage d'eau a été réalisé dans le village avec l'aide de l'association Ouest Allier, très impliquée dans la coopération avec les villages du département de Pilimpikou.
L'école primaire la plus proche se trouve à Rakounga ainsi que le collège d'enseignement général.